# 休伯特·考德威尔
休伯特·考德威尔（英語：Hubert Caldwell，1907年12月26日—1972年8月9日），美国男子赛艇运动员。他曾代表美国参加1928年夏季奥林匹克运动会赛艇比赛，获得男子八人单桨有舵手金牌。